# Anatomija t.A.T.u.
Anatomija t.A.T.u. (ruski: Анатомия ТАТУ) je dokumentarni film koji prikazuje život grupe t.A.T.u. tijekom njihove turneje po SAD-u i otkrivanjem njihove seksualnosti.
Glavna poruka filma je otkrivanje činjenice da Julija Volkova i Jelena Katina nisu lezbijke. Izjavile su da to sve bio marketinški trik njihovog menadžera, Ivana Šapovalova (kojeg su poslije i otpustile).
Nakon prikazivanja na televiziji, 2004. je DVD pušten u prodaju na ograničeno vrijeme koji uključuje engleske titlove. DVD više nije u prodaji.